# Renato Casagrande
José Renato Casagrande (Castelo, Espírito Santo, 3 de diciembre de 1960) es un ingeniero forestal, bachiller en Derecho y político brasileño.

## Biografía
Ingresó en la política como dirigente del Centro Académico, en el movimiento estudiantil en la Universidad Federal de Viçosa donde cursó Ingeniería Forestal. En el mismo período, Casagrande militaba en el Partido Comunista de Brasil.
Después de concluir el curso de Ingeniería Forestal, Renato Casagrande regresó a Castelo, donde integró un grupo de jóvenes militantes interesados en renovar la política del municipio. También fue uno de los colaboradores en la fundación de la Asociación Castelense de Protección Ambiental - ACAPA. Fue presidente de la Asociación Académica Castelense (AAC), además de organizador de la primera asociación de vecinos del municipio de Castelo.
Ejerció el cargo de Secretario de Desarrollo Rural del Ayuntamiento Municipal de Castelo de 1984 a 1987, cuando inició el curso de Derecho por la Facultad de Derecho de Cachoeiro de Itapemirim.
Renato Casagrande es descendiente de italianos. Se casó con Maria Virgínia, con quien tiene dos hijos, Victor y Milla. Afilado al Partido Socialista Brasileño, fue elegido diputado estatal (1991-1994). En 1994, fue indicado por el partido para formar parte de la fórmula de Vitor Buaiz (PT) para el gobierno del estado, siendo electo vicegobernador (1995-1999). En enero de 1995, aún como vicegobernador, asumió el cargo de Secretario de Estado de Agricultura, habiéndose desincompatibilizado en abril de 1998 para disputar el Gobierno del Espírito Santo. En 1998 se postuló a gobernador de Espírito Santo, quedando en tercer lugar. De abril de 1999 a octubre de 2001, Renato Casagrande ejerció el cargo de secretario de Medio Ambiente del municipio de Serra, Región Metropolitana de la Grande Victoria. En el mismo año, integró el Consejo Estatal de Medio Ambiente y presidió la Asociación Nacional de Municipios de Medio Ambiente (ANAMMA), Sección Espírito Santo.
Secretario General de la Comisión Ejecutiva Nacional del PSB desde el 2000, fue elegido diputado federal en 2002 y fue el primer líder de la bancada del partido en ser reelegido en la Cámara Federal en los ejercicios de 2005 y 2006. Así, se destacó en la autoría del proyecto que acabó con la remuneración a los parlamentarios por las sesiones extraordinarias en el Congreso Nacional.
En el año 2006 fue elegido senador, con el 62% de los votos válidos, el más votado hasta entonces.
En el primer año de mandato como senador, Casagrande asumió la tarea de relatar el proceso de investigación del senador Renan Calheiros como miembro de la comisión de Ética y Decoro Parlamentario, cuando sugirió la casación del presidente en el Congreso. Fue también vicepresidente de la CPI del Apagón Aéreo del Senado.
En los comicios de 2010, fue elegido gobernador del Espíritu Santo, venciendo ya en la primera vuelta con el 82,30% de los votos válidos. Renuncia al mandato de senador y su suplente, Ana Rita, asume el cargo.
En 2014, disputó la reelección para el cargo de gobernador del Espíritu Santo teniendo como su candidato a vicepresidente al entonces presidente de la Cámara Municipal de Vitória Fabrício Gandini del PPS. Obtuvo el 39% de los votos y fue derrotado en la primera vuelta por el exgobernador Paulo Hartung, que ganó con el 53% de los votos.
En 2015, el Consejo Curador de la Fundación João Mangabeira (FJM) eligió por unanimidad a Renato Casagrande, como su nuevo presidente, en sustitución de Carlos Siqueira, que asumió en octubre el cargo de presidente nacional del Partido Socialista Brasileño.
Fue elegido nuevamente gobernador del Espíritu Santo, esta vez en las elecciones de 2018, habiendo vencido en la primera vuelta.

## Controversias
En 2016 fue denunciado por la participación en el escándalo de los pasajes aéreos, ocurrido cuando era senador en 2009. Habría donado los pasajes para las personas necesitadas, que necesitaban hacer tratamiento en el hospital Sarah Kubitschek en Brasilia, tenía una asistente que hacía la selección en Vitória. El proceso se archivó.